# Пријелози
Пријелози је насеље у општини Бијело Поље у Црној Гори. Према попису из 2003. било је 411 становника (према попису из 1991. било је 512 становника).

## Географија
Налази се у Полимљу.

## Историја
У насељу се налазе остаци Самограда, који се још назива и „Седмоклики град“. Самоград је у вријеме које је претходило османлијској окупацији био духовни и привредни центар овога краја. Самоград су уништили Турци 1454. године. Претпоставља се да је насеље било пусто од 1454. до иза 1700. године.

## Култура
У Пријелозима се налази манастир Самоград чија обнова је започета 2006. Црква брвнара посвећена Светеом Пантелејмону је подигнута поред остатака старог манастира а освештана је 2007. Манастирски конак је освештан 2009.

## Демографија
У насељу Пријелози живи 323 пунолетна становника, а просечна старост становништва износи 40,0 година (38,1 код мушкараца и 41,8 код жена). У насељу има 145 домаћинстава, а просечан број чланова по домаћинству је 2,83.
Становништво у овом насељу веома је хетерогено, а у последња три пописа, примећен је пад у броју становника.
|  |

| Демографија | Демографија | Демографија |
| Година      | Становника  | Становника  |
| ----------- | ----------- | ----------- |
|             |             |             |
|             |             |             |
|             |             |             |
|             |             |             |
| 1948.       | 566         |             |
| 1953.       | 651         |             |
| 1961.       | 703         |             |
| 1971.       | 816         |             |
| 1981.       | 687         |             |
| 1991.       | 512         | 497         |
| 2003.       | 448         | 411         |
|             |             |             |

| Етнички састав према попису из 2003.‍ | Етнички састав према попису из 2003.‍ | Етнички састав према попису из 2003.‍ | Етнички састав према попису из 2003.‍ | Етнички састав према попису из 2003.‍ |
| ------------------------------------ | ------------------------------------ | ------------------------------------ | ------------------------------------ | ------------------------------------ |
|                                      |                                      |                                      |                                      |                                      |
| Срби                                 | Срби                                 |                                      | 264                                  | 64,23%                               |
| Црногорци                            | Црногорци                            |                                      | 138                                  | 33,57%                               |
| непознато                            | непознато                            |                                      | 5                                    | 1,21%                                |

| Година пописа     | 1948. | 1953. | 1961. | 1971. | 1981. | 1991. | 2003. |
| ----------------- | ----- | ----- | ----- | ----- | ----- | ----- | ----- |
| Број домаћинстава | 94    | 118   | 141   | 145   | 139   | 127   | 152   |

| Број чланова      | 1   | 2  | 3  | 4  | 5  | 6  | 7 | 8 | 9 | 10 и више | Просек |
| ----------------- | --- | -- | -- | -- | -- | -- | - | - | - | --------- | ------ |
| Број домаћинстава | 145 | 36 | 41 | 18 | 23 | 17 | 8 | 2 | 0 | 0         | 0      |

| Пол    | Укупно | Неожењен/Неудата | Ожењен/Удата | Удовац/Удовица | Разведен/Разведена | Непознато |
| ------ | ------ | ---------------- | ------------ | -------------- | ------------------ | --------- |
| Мушки  | 158    | 54               | 95           | 7              | 2                  | 0         |
| Женски | 177    | 35               | 90           | 48             | 4                  | 0         |
| УКУПНО | 335    | 89               | 185          | 55             | 6                  | 0         |

| Пол    | Укупно                    | Пољопривреда, лов и шумарство | Рибарство                            | Вађење руде и камена | Прерађивачка индустрија       |
| ------ | ------------------------- | ----------------------------- | ------------------------------------ | -------------------- | ----------------------------- |
| Мушки  | 72                        | 27                            | 0                                    | 2                    | 10                            |
| Женски | 17                        | 3                             | 0                                    | 0                    | 4                             |
| УКУПНО | 89                        | 30                            | 0                                    | 2                    | 14                            |
| Пол    | Производња и снабдевање   | Грађевинарство                | Трговина                             | Хотели и ресторани   | Саобраћај, складиштење и везе |
| Мушки  | 1                         | 4                             | 2                                    | 3                    | 7                             |
| Женски | 0                         | 0                             | 3                                    | 3                    | 0                             |
| УКУПНО | 1                         | 4                             | 5                                    | 6                    | 7                             |
| Пол    | Финансијско посредовање   | Некретнине                    | Државна управа и одбрана             | Образовање           | Здравствени и социјални рад   |
| Мушки  | 0                         | 0                             | 9                                    | 2                    | 0                             |
| Женски | 0                         | 0                             | 0                                    | 2                    | 2                             |
| УКУПНО | 0                         | 0                             | 9                                    | 4                    | 2                             |
| Пол    | Остале услужне активности | Приватна домаћинства          | Екстериторијалне организације и тела | Непознато            | Непознато                     |
| Мушки  | 2                         | 0                             | 0                                    | 3                    | 3                             |
| Женски | 0                         | 0                             | 0                                    | 0                    | 0                             |
| УКУПНО | 2                         | 0                             | 0                                    | 3                    | 3                             |

### Презимена и братства
- Михаиловић[1]
- Недовић[1]
- Дробњак[1]
- Маслак[1]